# Осибиса
Осибиса је афро-поп бенд из Гане , основан је у Лондону 1969. године од стране четири исељеника из Африке и три музичара са Кариба. Осибиса је био један од првих афричких наслеђа бендова да постане широко популаран и повезан са описом светске музике.

## Историја
У Гана 1950, Теди Осеи (саксофон), Сол Амарфио (бубањ), Мамон Шариф, а фархан фрiр (флаута) свирали су Хилиф бенд под називом Стар Газерс. Оставили су да формирају комете, са Осеијим братом Мак Тонто (рођен Квеку Адабанка Тонто, 25. децембра 1940, Кумаси, Ашанти, Гана умро је понедељак 16. августа 2010, у Корле Бу-Клинички Болницу Kорле-Бу Клиничка Болница, Акра, Гана на труби, и постао славан у западној Африци 1958 са својим песмом "Пете Пете." У 1962. Осеи се преселио у Лондон да студира музику на стипендију из владе Гане. Године 1969. он је убедио Амарфиоа и Тонтоа да му се придруже у Лондону, а Осибиса је био рођен. Придруживање у првој инкарнацији су били Гренађанин Спартак Р (бас) (рођен Рој Бедеа, 3. септембар 1948, Аруба, Гренада, Западна Кариба умро је петак 30. јул 2010), Тринидађанин Роберт Бејл (тастатура); Антигва н Вендел Ричардсон (гитара), и Нигерија н Ласиси Амао (перкусиониста и тенор саксофон). Њихова музика је фузиија од Африке, Кариби, ђез, рок, Латинска Музика, и Р и Б.
Бенд је провео већи део 1970-их година обилазећи свет, свирао за широку публику у Јапану, Аустралији, Индији и Африци. За то време Павле Моли (умро 1977) (гитара) и Гањанин Даку Адамс "кромпир" (умро 1995) и Кики ђан (умро 2004) били су чланови бенда. У 1980. Осибиса врши на посебан Зимбабве прослава независности, а од 1983 су на сцени снимљен у Маркуе Клуб у Лондону. Промене у музичкој индустрији, међутим (пунк и диско пре свега) су значиле пад продаје дискова за бенд, и низ промена је резултовао налепницама. Бенд се вратио у Гану да успостави студио за снимање и позоришну сложен да помогне млађим музичарима Хилифа.

## Музичари
- Саксофон - Теди Осеи
- Труба - Колин Грахам
- Удараљке, конге - Кофи Аивор, Ни Тејго, Даку "Кромпир"
- Бубњеви - Сол Амарфио, КБ, Френк Тонто
- Тастатуре - Беса Симонс, Кваме Иебоах, Крис Џером, Емануел Рентзос, Ерол Реид
- Гитаре - Кари БАННЕРМАН, Грег Браун Кофи, Вендел Ричардсон, Тони Еториа
- Бас гитара - Спартак Р и касније Виктор Менса, Херман Асафо, Грег Браун Кофи
- Воцалс - Кофи Грег Браун, Теди Осеи, Емануел Рентзос, Вендел Ричардсон и све на БВ је
- Преглед менаџер Мик Треснан АКА Мик Тее

## Како су постали
Оригинални поставу чинили су Теди Осеи (саксофон, флаута и вокал), Мак Тонто (труба и пратећи вокал), Сол Амарфио (бубњеви и пратећи вокал), сва тројица из Гане, Лоугхти Ласиси Амао (конге, удараљки, и рогови), из Нигерије, Роберт Бејли (клавијатуре), са Тринидада Спартака, Р (бас), из Гренаде, и Вендел Ричардсон (гитара и вокал) и заједно су такође познати као "лепе седам“. Први излазак званично је Спартакус А који је замењен много пута једном је басиста групе под називом Асагаи и неколико пута од стране џеан Манденгу и други. Амао је отишао и замењен је Кофи Аиивор који је заменио Кромпир, али се вратио у групу касније. Ричардсон је напустио 1972 и вратио се 1975. године и од тада Добро дошли кући и Сунчани Даи. Бејли је замењен Кикија Гијан пре Сунчани Даи ослобађање. Ричардсон је смењен неколико пута попут гитаре чаробњака, Кари Баннерман. Црна Велшки гитариста Тони Еториа, који је имао хит у 1977 са Могу да докажем, придружио на гитари у раним 80-им.

## Дискографија

### Албуми
- 1971 - Осибиса
- 1971 - Војаја
- 1972 - Шефови
- 1973 - Најбоље од Осибисе
- 1973 - Суперфли Т. Н. Т. Соундтрак
- 1973 - Срећна Деца
- 1974 - Осибирок
- 1975 - Добродошли Кући
- 1976 - Ојах Пробуди
- 1977 - Блацк Магиц Нигхт: Ливе ат тхе Роиал Фестивал Халл
- 1980 - Мистик Енергија
- 1981 - Афричко лето
- 1984 - живот код Маркуја
- 1989 - Промене
- 1992 - Африка Ве Го Го (неовлашћено)
- 1992 - Ухуру (неовлашћено)
- 1992 - ратник (неовлашћено)
- 1992 - Аико Биа (неовлашћено)
- 1992 - Јамбо (неовлашћено)
- 1992 - Златна
- 1994 - Прослава: Најбоље од Осибисе
- 1994 - Најбоље од Осибисе
- 1997 - Монсоре
- 1997 - Сунчани Даи: Најбоље од Осибисе
- 1997 - Тхе Ултимате Цоллецтион (2 ЦД)
- 1998 - Живот код Кропредија
- 1999 - Најбоље од Осибисе
- 2001 - Ака Какра
- 2001 - Најбоље од В.1
- 2001 - Најбоље од Осибисе (ЦД)
- 2002 - Миленијумска Колекција
- 2002 - Најбоље од Осибисе
- 2003 - Афричке зоре, афрички лета
- 2004 - Ванго Ванго
- 2005 - Плава Црна ноћ (Ливе) (ЦД)
- 2008 - Одабрани радови
- 2008 - Сунчани дан: Хитс
- 2009 - Осе Ји
- 2009 - Најбоље од Осибисе[3]

### Сингилс
- 1971 - "Музика за Гонг Гонг"
- 1972 - "Ванго Ванго"
- 1972 - "Ана Бо 1"
- 1972 - "Крени"
- 1973 - "Пророци"
- 1973 - "Срећна деца"
- 1974 - "Ађоа"
- 1974 - "Ко је добио папир"
- 1975 - "Ратник"
- 1975 - "Сунчани Дан"
- 1976 - "Црни мрав"
- 1976 - "Игра музику бре"
- 1976 - "Песма за кафу"
- 1977 - "Ратник"
- 1978 - "Живети осећати љубити"
- 1980 - "Ђумбо"
- 1980 - "Слава"
- 1980 - "Ореба"
- 1982 - "Мове Иоур Боди"
- 1985 - "Вооли Булли"